# Клариса (Минесота)
Клариса (енгл. Clarissa) град је у америчкој савезној држави Минесота.

## Демографија
По попису из 2010. године број становника је 681, што је 72 (11,8%) становника више него 2000. године.
| Група             | 2000.       | 2010.       |
| Белци             | 591 (97,0%) | 665 (97,7%) |
| Афроамериканци    | 1 (0,2%)    | 3 (0,4%)    |
| Азијати           | 3 (0,5%)    | 1 (0,1%)    |
| Хиспаноамериканци | 6 (1,0%)    | 5 (0,7%)    |
| Укупно            | 609         | 681         |